# شانشی یانچانگ پترولیوم
شانشی یانچانگ پترولیوم (انگلیسی: Shaanxi Yanchang Petroleum) شرکت دولتی نفت و گاز چینی است، که در سال ۱۹۰۵ تأسیس شد.